# Lough Ennell
Le Lough Ennell (Loch Ainninn en irlandais) est un lac d'Irlande, à proximité de la ville de Mullingar qui est la ville principale du comté de Westmeath. 
Mesurant environ 8 km de long sur 3 à 4 km de large, de forme ovale, le Lough Ennell est un lac peu profond renommé pour la pêche à la truite. Il détient le record de la plus grosse truite pêchée en Irlande, qui pesait 11,5 kg).

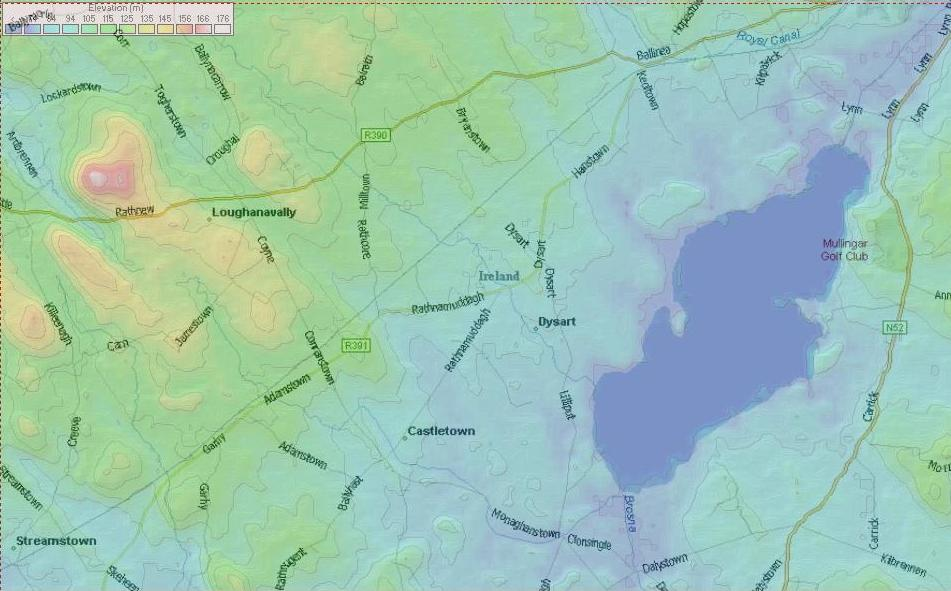
Carte du Lough Ennell.

Le lac est traversé par la rivière Brosna, un affluent du Shannon. Elle entre dans le lac par le nord, du côté de Mullingar, et ressort à son extrémité sud dans la localité de Lilliput. Ce nom a été donné en l'honneur de l'écrivain irlandais Jonathan Swift, Il est dit qu'en 1726, alors qu'il rendait visite à des amis du Westmeath et qu'il profitait de la beauté tranquille du Lough Ennell, il eut l'idée de son célèbre livre Les voyages de Gulliver. Peu de temps après cette publication, la commune située à côté du Lough Ennell et connue sous le nom de Nure a été rebaptisée Lileput ou Lilliput.

## Loisirs
La pêche est l'activité principale pratiquée dans le Lough Ennell.
Le Conseil du comté (Westmeath County Council) a interdit l'usage des motomarines sur le lac ; l'interdiction ne s'applique pas aux bateaux à moteur.
Le golf de Mullingar (Mullingar Golf Club) s'étend sur la rive nord-est du lac. 